# AnastasiaDate
AnastasiaDate — міжнародна служба знайомств он-лайн, одна з найбільших у світі. Орієнтована, в першу чергу, на пошук для чоловіків із Північної Америки жінок зі Східної Європи, зокрема України. Компанія була заснована в 1993 році російсько-американською парою, спочатку як звичайна служба знайомств, а в 1997 році відбувся вихід он-лайн. У 2003 році були створені ще три сайти, кожен із яких орієнтований на пошук для західних чоловіків жінок із різних регіонів світу: AmoLatina, AsianBeauties і AfricaBeauties. З 2007 року ці сайти є незалежними. Кожен із сайтів має також свої регіональні відгалуження, зокрема від Anastasia для України це сайт Svadba.com. 2011 року компанія Anastasia International продала сайт приватному інвестору, наразі він належить компанії Social Discovery Ventures.
Сайт названий на честь великої княжни Анастасії Романової, яку засновники просувають як рольову модель для наслідування. У березні 2013 року AnastasiaDate зайняв 29 місце серед найпопулярніших у світі сайтів служб знайомств.
Сайт містить понад 8000 анкет жінок зі Східної Європи. Головні користувачі — заможні американські чоловіки у віці від 35 до 60 років. Будь-яка комунікація з жінками на сайті є платною для чоловіків. За даними журналу Fortune, компанія-власник заробила у 2012 році 110 млн доларів. ТОВ «AnastasiaDate» з'являється в базі даних витоків офшорних мереж ICIJ і пов'язане як з Мальтою, так і з Британськими Віргінськими островами. Материнська компанія групи dating.com також з'являється в базі даних витоків офшорних мереж ICIJ.